# Radio Panamá
Radio Panamá es una emisora de radio panameña que transmite en los 94.5 MHz del dial FM, sus estudios principales se ubican en Ciudad de Panamá.

## Historia
Inició sus transmisiones en 1999 como Caracol Radio y luego cambia de nombre a W Radio. Esta emisora de radio fue propiedad de la multinacional española Prisa Radio, hasta que en 2021 fue adquirida por la empresa panameña Aproinsa, S.A.

Cuenta con cobertura nacional, su programación incluye temas de actualidad nacional e internacional, noticias, política, clima, culturas, deportes, entre otros segmentos.
.